# Dvärgbotia
Dvärgbotia (Yasuhikotakia sidthimunki) är en fiskart som först beskrevs av Klausewitz, 1959.  Dvärgbotia ingår i släktet Yasuhikotakia och familjen nissögefiskar. IUCN kategoriserar arten globalt som starkt hotad. Inga underarter finns listade i Catalogue of Life.